# Weberelle
Mit Weberelle wurde ein Längenmaß in verschiedenen Regionen bezeichnet, wenn das Maß von der ortsüblichen Elle abwich und in der Textilindustrie angewandt wurde. 
Leinwand-, Tuch-, Woll- und Seidenellen waren spezielle Bezeichnungen und sind hier nicht weiter erwähnt.
In der Zeitschrift des Vereins für Lübeckische Geschichte und Altertumskunde, Band 81, wurde eine inventarisierte Weberelle aus Messing mit der Jahreszahl ANNO 1797 beschrieben, die einen Querschnitt von 14 mal 6 Millimeter hat und einzelne markierte unbeschriftete Längenabstände von 72, 144, 287,5 und 432 Millimeter aufweist.
- Estland 1 Weberelle = 252,15 Pariser Linien = 0,5688 Meter[2] (seit 1760[3])
  - 1 Revaler Elle = 238,2 Pariser Linien = 0,5575 Meter[4]
- Rom 1 Weberelle = 3 Palmen = 0,6361 Meter[5]
  - Rom 1 Elle = 4 Palmen = 0,8482 Meter
- Österreich

Die Steierische Elle war die Weberelle. Nach der Verordnung vom 21. Januar 1857, geltend ab 1. April 1858, waren
- 1 Niederösterreichische Elle = 0,5 Weberellen (Salzkammergut)
- 1 Niederösterreichische Elle = 0,89996 Weberellen (alt)

Die Weberelle in Kärnten im Lavanttal war die sogenannte Fünfspännige Elle. Vier dieser Ellen entsprachen fünf Wiener Ellen. Die Werte sind
- 1 Weberelle = 1 ¼ Elle (österreich.) = 0,974 Meter[8]